# ادموند لیندمارک
ادموند لیندمارک (انگلیسی: Edmund Lindmark؛ ۶ ژوئیه ۱۸۹۴ – ۱۱ فوریه ۱۹۶۸) ژیمناست هنری و شیرجه‌رو اهل سوئد بود.
وی در مسابقات کشوری و بین‌المللی در مجموع برندهٔ ۱ مدال طلا، ۱ مدال نقره شده‌است.